# Koninklijke Voetbal Club Westerlo 2006-2007
Questa voce raccoglie le informazioni riguardanti il Koninklijke Voetbal Club Westerlo nelle competizioni ufficiali della stagione 2006-2007.

## Stagione
La squadra terminò la Division I all'ottavo posto, mentre in Coppa del Belgio fu eliminata agli ottavi.

## Rosa
| N. |                               | Ruolo | Calciatore           |
| -- | ----------------------------- | ----- | -------------------- |
| 1  | Belgio (bandiera)             | P     | Ronny Gaspercic      |
| 30 | Belgio (bandiera)             | P     | Jonathan Ruttens     |
| 29 | Belgio (bandiera)             | P     | Yves De Winter       |
| 33 | Macedonia del Nord (bandiera) | D     | Vladimir Dimitrovski |
| 17 | Algeria (bandiera)            | D     | Samir Beloufa        |
| 11 | Belgio (bandiera)             | D     | Nico van Kerckhoven  |
| 16 | Sudafrica (bandiera)          | D     | Jeffrey Ntuka-Pule   |
| 5  | Belgio (bandiera)             | D     | Bernt Evens          |
| 6  | Belgio (bandiera)             | D     | Stef Wils            |
| 18 | Belgio (bandiera)             | D     | Jef Delen            |
| 7  | Nigeria (bandiera)            | D     | Bobsam Elejiko       |
| 2  | Belgio (bandiera)             | D     | Marc Wagemakers      |
| 4  | Belgio (bandiera)             | D     | Wouter Corstjens     |
| 20 | Brasile (bandiera)            | D     | Adalberto            |
| 14 | Sudafrica (bandiera)          | C     | Michael Modubi       |

| N. |                    | Ruolo | Calciatore        |
| -- | ------------------ | ----- | ----------------- |
| 3  | Belgio (bandiera)  | C     | Wim Mennes        |
| 15 | Belgio (bandiera)  | C     | Tom Van Imschoot  |
| 26 | Belgio (bandiera)  | C     | Gianni Convalle   |
| 19 | Nigeria (bandiera) | C     | Moses Adams       |
| 21 | Nigeria (bandiera) | A     | Peter Utaka       |
| 23 | Marocco (bandiera) | A     | Nabil Dirar       |
| 22 | Belgio (bandiera)  | A     | Bart Van den Eede |
| 11 | Belgio (bandiera)  | A     | Dieter Dekelver   |
| 9  | Nigeria (bandiera) | A     | Patrick Ogunsoto  |
| 8  | Belgio (bandiera)  | A     | Wouter Scheelen   |
| 10 | Haiti (bandiera)   | A     | Emmanuel Sarki    |
| 27 | Belgio (bandiera)  | A     | Bram Vangeel      |
| 25 | Belgio (bandiera)  | A     | Toon Vervoort     |
| 21 | Brasile (bandiera) | A     | Lincom            |

## Risultati

### Campionato
| Arbitro: | Tim Pots |

|                                            |           |                         |
| Bart Van den Eede 65’ Patrick Ogunsoto 67’ | Marcatori | 85’ Jurgen Raeymaeckers |

| Arbitro: | Christophe Delacour |

|  |           |                                                   |
|  | Marcatori | 2’ Jef Delen 15’ Patrick Ogunsoto 47’ Peter Utaka |

| Arbitro: | Jean-Baptist Bultynck |

|                                                          |           |                                                                    |
| Wim Mennes 26’ Patrick Ogunsoto 58’ Patrick Ogunsoto 76’ | Marcatori | 15’ Mémé Tchité 24’ Mémé Tchité 61’ Mémé Tchité 72’ Nicolás Frutos |

| Arbitro: | Johan Verbist |

|                   |           |                 |
| Roberto Mirri 61’ | Marcatori | 46’ Peter Utaka |

| Arbitro: | Claude Bourdouxhe |

|                      |           |  |
| Patrick Ogunsoto 70’ | Marcatori |  |

| Anversa 16 settembre 2006, ore 20:00 6ª giornata | Germinal Beerschot | 0 – 0 referto | Westerlo | Olympisch Stadion (7.000 spett.)\| Arbitro: \| Raf Bylois \| |
| Arbitro:                                         | Raf Bylois         |               |          |                                                              |

| Arbitro: | Paul Allaerts |

|  |           |                      |
|  | Marcatori | 84’ Patrick Ogunsoto |

| Arbitro: | Johan Verbist |

|                      |           |                                        |
| Patrick Ogunsoto 73’ | Marcatori | 12’ Bosko Balaban 66’ Manasseh Ishiaku |

| Arbitro: | Serge Gumienny |

|                                                                       |           |  |
| Adolph Tohoua 7’ Bertin Tomou 80’ David Grondin 88’ David Grondin 89’ | Marcatori |  |

| Arbitro: | Philippe Flament |

|                                                                      |           |                       |
| Jef Delen 7’ Jef Delen 35’ Patrick Ogunsoto 75’ Patrick Ogunsoto 80’ | Marcatori | 20’ Frederik De Winne |

| Arbitro: | Peter Jordens |

|                      |           |                                           |
| Wouter Corstjens 63’ | Marcatori | 13’ Patrick Ogunsoto 57’ Patrick Ogunsoto |

| Arbitro: | Alain Hamer |

|  |           |                   |
|  | Marcatori | 44’ Eric Matoukou |

| Arbitro: | Didier De Bock |

|                                       |           |                                      |
| Cédric Roussel 21’ Cédric Roussel 33’ | Marcatori | 45’ Peter Utaka 47’ Patrick Ogunsoto |

| Arbitro: | Frederik Geldhof |

|                                        |           |  |
| Bobsam Elejiko 71’ Wouter Scheelen 72’ | Marcatori |  |

| Arbitro: | Peter Vervecken |

|                                                          |           |  |
| Steven Defour 2’ Milan Jovanović 44’ Igor de Camargo 64’ | Marcatori |  |

| Westerlo 9 dicembre 2006, ore 21:00 16ª giornata | Westerlo            | 0 – 0 referto | Cercle Brugge | Het Kuipje (4.000 spett.)\| Arbitro: \| Christophe Delacour \| |
| Arbitro:                                         | Christophe Delacour |               |               |                                                                |

| Arbitro: | Joeri van de Velde |

|                                  |           |  |
| Dominic Foley 60’ Bryan Ruiz 75’ | Marcatori |  |

| Arbitro: | Gaetan Simon |

|                                 |           |  |
| Maxime Annys 15’ Kevin Oris 84’ | Marcatori |  |

| Arbitro: | Benoni Burie |

|                                          |           |  |
| Patrick Ogunsoto 3’ Patrick Ogunsoto 76’ | Marcatori |  |

| Arbitro: | Ruud Bossen |

|                       |           |  |
| Marcin Wasilewski 17’ | Marcatori |  |

| Arbitro: | Geert Barbry |

|                                           |           |                     |
| Patrick Ogunsoto 13’ Patrick Ogunsoto 25’ | Marcatori | 28’ Ronny Gaspercic |

| Arbitro: | Claude Bourdouxhe |

|  |           |                                          |
|  | Marcatori | 77’ Patrick Ogunsoto 82’ Dieter Dekelver |

| Arbitro: | Didier De Bock |

|               |           |                        |
| Jef Delen 50’ | Marcatori | 58’ François Sterchele |

| Arbitro: | Stéphane Breda |

|                     |           |                  |
| Dieter Dekelver 23’ | Marcatori | 73’ Christ Bruno |

| Arbitro: | Serge Gumienny |

|                                           |           |  |
| Manasseh Ishiaku 14’ Manasseh Ishiaku 62’ | Marcatori |  |

| Arbitro: | Jerome Efong Nzolo |

|                     |           |  |
| Dieter Dekelver 36’ | Marcatori |  |

| Arbitro: | Karim Saadouni |

|                      |           |                      |
| Rúnar Kristinsson 1’ | Marcatori | 81’ Patrick Ogunsoto |

| Arbitro: | Christophe Delacour |

|  |           |                 |
|  | Marcatori | 10’ Izzet Akgül |

| Arbitro: | Alain Hamer |

|                                                           |           |                     |
| Goran Ljubojevic 43’ Tom Soetaers 45’ Thomas Chatelle 63’ | Marcatori | 51’ Dieter Dekelver |

| Arbitro: | Björn Kuipers |

|                                                                            |           |                                   |
| Patrick Ogunsoto 29’ Dieter Dekelver 49’ Jef Delen 61’ Dieter Dekelver 87’ | Marcatori | 48’ Tony Sergeant 79’ Tim Matthys |

| Arbitro: | Paul Allaerts |

|               |           |                      |
| Sven Kums 59’ | Marcatori | 55’ Patrick Ogunsoto |

| Arbitro: | Joeri van de Velde |

|                     |           |                     |
| Dieter Dekelver 13’ | Marcatori | 89’ Igor de Camargo |

| Arbitro: | Gaetan Simon |

|                                                                              |           |               |
| Darko Pivaljevic 14’ Stijn De Smet 43’ Honour Gombami 54’ Vusumuzi Nyoni 87’ | Marcatori | 34’ Stef Wils |

| Arbitro: | Peter Jordens |

|                 |           |                   |
| Nabil Dirar 62’ | Marcatori | 75’ Dominic Foley |

### Coppa del Belgio
| Arbitro: | Philippe Vinche |

|                 |           |  |
| Nabil Dirar 48’ | Marcatori |  |

| Arbitro: | Johan Verbist |

|                      |           |  |
| Philippe Clement 10’ | Marcatori |  |